# Steven David Catlin
Steven David Catlin (nacido en 1944) es un asesino en serie estadounidense condenado por los asesinatos de dos de sus esposas así como el de su propia madre adoptiva. Actualmente se encuentra en la Prisión Estatal de San Quintín.
Fue adoptado siendo un bebé en 1944 en el condado de Kern, California por el matrimonio formado por Glenn y Martha Catlin.

## Crímenes y sentencia
En abril de 1976, Joyce Catlin ingresó en el Hospital Mercy de Bakersfield con un caso grave de "gripe"; ella pareció mejorar, luego empeoró repentinamente y murió de "neumonía" el 6 de mayo. Steven ordenó que sus restos fueran cremados. 
En mayo de 1977, Catlin se casó con su quinta esposa, Glenna Kaye, y se mudó a Fresno, buscando trabajo en un garaje local. Las promociones rápidas lo pusieron a cargo de 40 empleados, pero Catlin tenía gustos caros y el efectivo siempre era escaso. El 28 de octubre de 1980, su padre adoptivo murió repentinamente, y el líquido en sus pulmones se atribuyó al cáncer. Una vez más, el cuerpo fue rápidamente incinerado por orden de Catlin. 
En 1981, los empleadores de Catlin en el garaje de Fresno notaron piezas de automóviles faltantes. Una verificación de antecedentes posterior reveló los antecedentes penales de Steven, y se vio obligado a renunciar, aunque no se presentaron cargos. Financieramente, la tensión comenzó a aumentar. El 17 de febrero de 1984, Glenna Kaye Catlin cayó repentinamente enferma mientras visitaba Las Vegas con su madre. Al regresar a Fresno, fue hospitalizada con líquido en los pulmones. Los médicos aún intentaban diagnosticar su enfermedad cuando ella murió el 14 de marzo. 
Mientras tanto, Catlin había recibido $ 57,000 de los pagos del seguro de vida y conoció a otra prometida, que se encontró en una visita al hospital. De vuelta en Bakersfield, su tercera exesposa había seguido la serie de muertes en la vida de Catlin, y se acercó al sheriff local con sospechas. Joyce Catlin había sido incinerada, pero el hospital retuvo algunas de sus muestras de tejido, que fueron sometidas a análisis en noviembre de 1984. 
Unos días después, el 8 de diciembre, la madre de Catlin, Martha, colapsó y murió de un "derrame cerebral", poco después de una visita de Steven y su prometida. Catlin había ordenado que se incinerara el cuerpo de su madre, pero el proceso se pospuso hasta que se pudiera realizar una autopsia.

## Condena
El 1 de junio de 1990, un jurado del condado de Kern emitió un veredicto de culpabilidad sobre los cargos de asesinato relacionados con Joyce y Martha Catlin, y el jurado estuvo de acuerdo con las acusaciones de la fiscalía de circunstancias especiales (asesinato por lucro, asesinato por veneno y asesinato múltiple) . El 6 de junio de 1990, el jurado fijó la pena de Catlin a la muerte. El hecho de que Catlin ya había sido condenado por el asesinato de Glenna Kaye no se presentó hasta después del veredicto.